# Макграт, Пол (легкоатлет)
Пол Макграт Бенито (исп. Paul McGrath Benito; род. 7 марта 2002, Гава) − испанский легкоатлет, серебряный призёр чемпионата Европы.

## Спортивная карьера
Макграт родился и вырос в Барселоне. У него мать — испанка, отец — шотландец, а бабушка и дедушка — ирландцы.
Пол выиграл чемпионат Европы по легкой атлетике среди спортсменов до 20 лет в 2021 году в Таллине в ходьбе на 10 километров. В этом же году, но только на чемпионате мира по легкой атлетике среди юношей до 20 лет в Найроби в ходьбе на 10 километров стал третьим.
13 февраля 2022 года Макграт финишировал третьим на дистанции 20 км спортивной ходьбой на взрослом чемпионате Испании в Памплоне.
В 2023 году выиграл золото на чемпионате Европы по легкой атлетике среди юношей до 23 лет в Эспоо в ходьбе на 20 километров.
В апреле 2024 года в Сарагосе Пол завоевал титул чемпиона Испании в спортивной ходьбе на 20 км, установив личное лучшее время — 1:17:55.
На чемпионате Европы 2024 года в Риме Макграт на дистанции 20 километров с результатом 1:19:31 стал серебряным призёром.

## Достижения
Чемпион Испании по спортивной ходьбе:
- 20 км — 2024.